# The Predator Becomes the Prey
The Predator Becomes the Prey es el tercer álbum de estudio y la continuación del EP The Predator de la banda estadounidense de metalcore, Ice Nine Kills. Este es su primer y único álbum lanzado después de firmar con Outerloop Records; un esfuerzo colaborativo de Fearless Records y Outerloop Management , formado el 8 de noviembre de 2013, con Ice Nine Kills siendo su primer fichaje.
The Predator Becomes the Prey presenta el sonido Metalcore que Ice Nine Kills ha estado construyendo sobre sus dos últimos lanzamientos, The Predator EP y Safe Is Just a Shadow . El álbum fue producido por Steve Sopchak en The Square Studio en Syracuse, NY. Presenta voces invitadas de Tyler Carter de Issues en la saga "What I Never Learned In Study Hall".
Las canciones "The Coffin Is Moving" y "What I Never Learned in Study Hall" son canciones incorporadas del EP The Predator de la banda. La canción "The Product of Hate" fue un sencillo independiente de la banda lanzado en 2013, la canción fue lanzada con el fin de ayudar debido al bombardeo del maratón de Boston.
Es el primer álbum que presenta a Justin Morrow como bajista, luego de la salida de Steve Koch.
El álbum marca la primera entrada de la banda en el Billboard 200 debutando en el No. 153 en general, en el No. 3 en la lista de Heatseekers, en el No. 13 en la lista de Hard Rock.

## Listado de canciones
| N.º | Título                                                     | Duración |  |
| 1.  | «The Power in Belief»                                      | 3:39     |  |
| 2.  | «Let's Bury the Hatchet...In Your Head»                    | 3:51     |  |
| 3.  | «The Coffin Is Moving»                                     | 3:09     |  |
| 4.  | «The Fastest Way to a Girl's Heart Is Through Her Ribcage» | 3:07     |  |
| 5.  | «The Product of Hate»                                      | 3:25     |  |
| 6.  | «Connect the Cuts»                                         | 3:11     |  |
| 7.  | «Jonathan»                                                 | 2:53     |  |
| 8.  | «What I Never Learned in Study Hall» (con Tyler Carter)    | 3:35     |  |
| 9.  | «So Long Steven Long»                                      | 3:28     |  |
| 10. | «What Lies Beneath»                                        | 3:29     |  |
| 11. | «My Life in Two»                                           | 3:46     |  |

## Personal
Ice Nine Kills
- Spencer Chranas - voz, arte conceptual
- Justin "JD" DeBlieck - guitarra líder, voz, teclados, programación, sintetizadores, producción
- Justin Morrow - bajo, guitarra rítmica
- Connor Sullivan - batería
- Steve Koch - bajo, voces limpias en "The Coffin is Moving" y "What I Never Learned in Study Hall"

Producción
- Steve Sopchak - producción, mezcla, ingeniero
- Jason "Jocko" Randall - masterización
- Derek Brewer y Adam Mott - A&R
- Shane Bisnett - arreglo
- Benjamin Lande - artwork
- Eric Levin - foto de banda
- Taylor Rambo - fotografía

## Chart
| Chart (2014)                            | Posición |
| --------------------------------------- | -------- |
| Estados Unidos (Billboard 200)          | 153      |
| Estados Unidos (Top Heatseekers Albums) | 3        |
| Estados Unidos (Top Hard Rock Albums)   | 13       |
| Estados Unidos (Independent Albums)     | 38       |
| Estados Unidos (Top Rock Albums)        | 11       |